# Marshall Curry
Marshall Curry (Summit, Nova Jérsei, 1970) é um cineasta, produtor cinematográfico, cinegrafista e editor. Como reconhecimento, foi nomeado ao Óscar 2019 na categoria de Melhor Documentário em Curta-metragem por A Night at the Garden (2017).